# Grand Prix La Marseillaise
Le Grand Prix La Marseillaise est une course cycliste française disputée chaque année dans le département des Bouches-du-Rhône. Créée en 1980 et appelée simplement La Marseillaise jusqu'en 1991, elle fait partie de l'UCI Europe Tour en 2005, dans la catégorie 1.1.
Disputée le dimanche de la dernière semaine de janvier, cinq jours avant le départ de l'Étoile de Bessèges dont il était autrefois une étape, le GP La Marseillaise a été la première course du calendrier européen jusqu'en 2020. Depuis 2021, le GP La Marseillaise est la première course française du calendrier européen car le Grand Prix de Valence ou parfois le Grand Prix Castellón, disputés le week-end précédent, sont devenus la première course du calendrier européen.
Depuis 2010, l'épreuve fait partie de la Coupe de France de cyclisme, dont elle est la manche d'ouverture.

## Palmarès
| Année                                  | Vainqueur              | Deuxième             | Troisième              |
| -------------------------------------- | ---------------------- | -------------------- | ---------------------- |
| La Marseillaise                        |                        |                      |                        |
| 1980                                   | Leo van Vliet          | Patrick Friou        | Frits Pirard           |
| 1981                                   | Jan Bogaert            | Pascal Poisson       | Patrick Hosotte        |
| 1982                                   | Bernard Hinault        | Ad Wijnands          | Pierre-Henri Menthéour |
| 1983                                   | Jan Raas               | Cees Priem           | Erich Maechler         |
| 1984                                   | Eddy Planckaert        | Gilbert Glaus        | Pascal Jules           |
| 1985                                   | Charly Mottet          | Walter Planckaert    | Paul Haghedooren       |
| 1986                                   | Eddy Planckaert        | Vincent Barteau      | Jürg Bruggmann         |
| 1987                                   | Johnny Weltz           | Jean-Claude Colotti  | Paul Watson            |
| 1988                                   | Ad Wijnands            | Teun van Vliet       | Adrie van der Poel     |
| 1989                                   | Thierry Claveyrolat    | Guido Winterberg     | Ronan Pensec           |
| 1990                                   | Etienne De Wilde       | Carlo Bomans         | Hendrik Redant         |
| 1991                                   | Edwig Van Hooydonck    | Pierre Dewailly      | Herman Frison          |
| Grand Prix d'ouverture La Marseillaise |                        |                      |                        |
| 1992                                   | Edwig Van Hooydonck    | Eddy Seigneur        | Gilles Delion          |
| 1993                                   | Didier Rous            | Eddy Seigneur        | Armand de Las Cuevas   |
| 1994                                   | Gilles Delion          | Wilfried Nelissen    | François Simon         |
| 1995                                   | Stéphane Hennebert     | Nico Mattan          | Gianluca Pianegonda    |
| 1996                                   | Fabiano Fontanelli     | Ján Svorada          | Andreï Tchmil          |
| 1997                                   | Richard Virenque       | Gilles Bouvard       | Ján Svorada            |
| 1998                                   | Marco Saligari         | Richard Virenque     | Viatcheslav Djavanian  |
| 1999                                   | Frank Vandenbroucke    | Jens Voigt           | Frédéric Bessy         |
| 2000                                   | Emmanuel Magnien       | Lauri Aus            | Christophe Bassons     |
| 2001                                   | Jakob Piil             | Nicolaj Bo Larsen    | Florent Brard          |
| 2002                                   | Xavier Jan             | Alexandre Botcharov  | Cyril Dessel           |
| 2003                                   | Ludo Dierckxsens       | Magnus Bäckstedt     | Stefano Casagranda     |
| 2004                                   | Baden Cooke            | Jo Planckaert        | Fabio Baldato          |
| 2005                                   | Nicki Sørensen         | Vladimir Gusev       | Daniele Masolino       |
| 2006                                   | Baden Cooke            | Philippe Gilbert     | Anthony Geslin         |
| 2007                                   | Jeremy Hunt            | Mikhail Ignatiev     | Staf Scheirlinckx      |
| 2008                                   | Hervé Duclos-Lassalle  | Frederik Veuchelen   | Ryder Hesjedal         |
| 2009                                   | Rémi Pauriol           | Thomas Voeckler      | Yury Trofimov          |
| 2010                                   | Jonathan Hivert        | Johnny Hoogerland    | Samuel Dumoulin        |
| 2011                                   | Jérémy Roy             | Sylvain Georges      | Romain Feillu          |
| 2012                                   | Samuel Dumoulin        | Marco Marcato        | Arthur Vichot          |
| Grand Prix La Marseillaise             |                        |                      |                        |
| 2013                                   | Justin Jules           | Samuel Dumoulin      | Thomas Damuseau        |
| 2014                                   | Kenneth Vanbilsen      | Baptiste Planckaert  | Samuel Dumoulin        |
| 2015                                   | Pim Ligthart           | Kenneth Vanbilsen    | Antoine Demoitié       |
| 2016                                   | Dries Devenyns         | Thibaut Pinot        | Baptiste Planckaert    |
| 2017                                   | Arthur Vichot          | Maxime Bouet         | Lilian Calmejane       |
| 2018                                   | Alexandre Geniez       | Odd Christian Eiking | Lilian Calmejane       |
| 2019                                   | Anthony Turgis         | Romain Combaud       | Tom Van Asbroeck       |
| 2020                                   | Benoit Cosnefroy       | Valentin Madouas     | Tom Devriendt          |
| 2021                                   | Aurélien Paret-Peintre | Thomas Boudat        | Bryan Coquard          |
| 2022                                   | Amaury Capiot          | Mads Pedersen        | Francisco Galván       |
| 2023                                   | Neilson Powless        | Valentin Ferron      | Brent Van Moer         |
| 2024                                   | Kevin Geniets          | Alex Baudin          | Kévin Vauquelin        |
| 2025                                   | Valentin Ferron        | Vincent Van Hemelen  | Francisco Galván       |

## Statistiques
| Victoires | Coureur             | Pays      | Années     |
| --------- | ------------------- | --------- | ---------- |
| 2         | Eddy Planckaert     | Belgique  | 1984, 1986 |
| 2         | Edwig Van Hooydonck | Belgique  | 1991, 1992 |
| 2         | Baden Cooke         | Australie | 2004, 2006 |

| Victoires | Pays                                  |
| --------- | ------------------------------------- |
| 20        | France                                |
| 12        | Belgique                              |
| 04        | Pays-Bas                              |
| 03        | Danemark                              |
| 02        | Australie Italie                      |
| 01        | Grande-Bretagne États-Unis Luxembourg |